# موتور تنفسی
موتور تنفسی ساختاری است که با سوزاندن مداوم سوخت به کمک اکسیژن موجود در جو زمین کار می‌کند. چنین موتورهایی بر خلاف موتورهای غیر تنفسی، نمی‌توانند در ارتفاعات بالا (به دلیل کاهش غلظت اکسیژن) کار کنند. موتورهای غیر تنفسی اکسیژن مورد نیاز برای سوزاندن سوخت را با خود حمل می‌کنند.
موتورهای تنفسی به سه دسته موتور پیستونی، جت خالص و توربینی تقسیم می‌شوند.